# E97 (trasa europejska)
E97 – trasa europejska pośrednia północ-południe, wiodąca z miejscowości Chersoń na Ukrainie do Aşkale w Turcji. Na odcinku między Poti i Trabzonem pokrywa się z przebiegiem trasy E70. Na sporym odcinku biegnie wzdłuż wybrzeża Morza Czarnego.

## Przebieg E97
- Ukraina: M17: Chersoń (E58) – Armiańsk – Dżankoj (E105) – Teodozja – Kercz – Port Krym
- Rosja: Port Kaukaz – Noworosyjsk (E115) – Dżubga (E592) – Soczi
- Gruzja: S1: Cheiwani – Suchumi – Senaki (E60) – S2: Poti (E70) – Batumi
- Turcja: Trabzon (E70) – Gümüşhane – Aşkale (E80)

## Historia
Na przestrzeni lat oznaczenie E97 było przypisywane do różnych szlaków drogowych:
- 1951–1958: w rejonie Erdine; brak dokładnych danych
- 1958–1963: Erdine (?) – Silivri; wydłużenie trasy
- 1963–1966: Erdine (?) – Silivri – Płowdiw – Sofia – Niš; kolejne wydłużenie przebiegu
- 1966–1967: nie istniała
- 1967–1983: Bjała – Chaskowo – Komotini
- 1983–1985: nie istniała
- 1985–1995: Trabzon – Aşkale
- 1995–1999: Rostów nad Donem – Trabzon – Aşkale; wydłużenie
- od 1999: Chersoń – Trabzon – Aşkale; zmiana miejsca końcowego